# Hans Jeschonnek
Hans Jeschonnek, nemški vojaški pilot in general, po očetu slovenskega porekla (Ježovnik) * 9. april 1899, Hohensalza, † 18. avgust 1943, Volčje gnezdo, Vzhodna Prusija.

## Napredovanja
- Fähnrich (10. avgust 1914)
- poročnik (26. september 1914)
- nadporočnik (1. april 1925)
- stotnik (1. junij 1932)
- major (1. april 1935)
- podpolkovnik (1. april 1937)
- polkovnik (1. november 1938)
- generalmajor (1. september 1939)
- generalporočnik (preskočil)
- general letalcev (19. julij 1940)
- generalpolkovnik (1. marec 1942)

## Odlikovanja
- viteški križ železnega križa (27. november 1940)
- 1914 železni križec I. razreda
- 1914 železni križec II. razreda
- Kgl. Preuss. Flugzeugführer-Abzeichen
- Verwundetenabzeichen, 1918 in Schwarz
- Ehrenkreuz für Frontkämpfer 1914/1918
- Wehrmacht-Dienstauszeichnung IV. bis I. Klasse
- Gemeinsames Flugzeugführer- und Beobachter-Abzeichen in Gold mit Brillanten
- Spange zum EK I
- Spange zum EK II
- Kgl. Rumän. Orden Michael der Tapfere III. Klasse (7. november 1941)
- Finn. Freiheitskreuz I. Klasse mit Stern und Schwertern (25. marec 1942)
- Kgl. Rumän. Orden Michael der Tapfere II. Klasse (1. september 1942)